# 日本航空715號班機空難
日本航空715號班機（JL715，JAL715）是一班由東京經香港、吉隆坡飛往新加坡的定期班機。1977年9月27日，一架編號為JA8051的道格拉斯DC-8執行此班機，在吉隆坡降落時墜毀，導致34人死亡，45人受傷。由於日本赤軍事後一天劫持了JL472號班機，日航陷入同時處理兩起事件的焦慮。

## 事故經過
9月27日，JL751號班機從羽田機場經香港飛往吉隆坡和新加坡，在啟德機場起飛時載有69名乘客和10名機組人員。飛機接近吉隆坡時正處於惡劣天氣之中，在向梳邦機場15跑道進近時降至最低下降高度以下，在距機場7.7公里處一座高80米的小山上墜毀，8名機組人員和26名乘客死亡，其餘2名機組人員和43名乘客受傷。
遇難者的遺體被埋葬在吉隆坡的日本人墓地。

## 事故原因
事故的起因是機長在看不見跑道的情況下降至最低下降高度以下，繼續操縱飛機下降，直至撞地。而當時飛往吉隆坡的飛機大多處於等待航線，準備進近。
失事班機的副機長當時亦未能指出機長在操作中的失誤。